# Angelo Costanzo
Angelo Costanzo (Adelaida, 9 de mayo de 1976) es un exfutbolista y entrenador de fútbol de Australia que jugaba en las posiciones de defensa central y centrocampista.

## Carrera

### Club
| Periodo   | Club                            | Apariciones | Goles |
| --------- | ------------------------------- | ----------- | ----- |
| 1993-1994 | Salisbury United                | 31          | 4     |
| 1995-2002 | Adelaide City                   | 127         | 0     |
| 2000      | → Campbelltown City SC (cedido) | 2           | 1     |
| 2000-2004 | Marconi Stallions               | 90          | 3     |
| 2004      | Campbelltown City SC            | 12          | 0     |
| 2005-2009 | Adelaide United                 | 73          | 0     |
| 2009-2010 | Newcastle Jets                  | 16          | 0     |
| 2010      | Adelaide Cobras                 | 18          | 2     |

### Selección nacional
A nivel de selecciones menores jugó para Australia en la categoría sub-20. Jugó para Australia en seis ocasiones de 2001 a 2002 y anotó un gol; el cual fue en la victoria por 11-0 sobre Nueva Caledonia en Auckland por la Copa de las Naciones de la OFC 2002.

### Entrenador
| Periodo   | Club                  |
| --------- | --------------------- |
| 2010-2015 | Adelaide United Youth |
| 2018-2020 | Croydon Kings         |

## Logros
- A-League: 2005-06